# Rallye d'Allemagne 2014
Le 32e Rallye d'Allemagne est la 9e manche du Championnat du monde des rallyes 2014.
Ce rallye d'Allemagne se court autour de la ville de Trèves sur 18 spéciales de 324,31 km.
Le rallye est remporté par le pilote belge Thierry Neuville sur Hyundai i20 WRC. Il s'agit de la première victoire en WRC de Hyundai et du pilote belge, qui a bénéficié des sorties de routes successives des leaders Sébastien Ogier, Jari-Matti Latvala et Kris Meeke. Dani Sordo, le vainqueur de l'édition précédente, a terminé sur la deuxième marche du podium, offrant par la même occasion le premier doublé de la saison à Hyundai.

## Résultats

### Classement final
| Rang              | Pilote              | Copilote          | Numéro            | Voiture               | Écurie                                   | Temps             | Écart             | Points            |
| Toutes catégories | Toutes catégories   | Toutes catégories | Toutes catégories | Toutes catégories     | Toutes catégories                        | Toutes catégories | Toutes catégories | Toutes catégories |
| ----------------- | ------------------- | ----------------- | ----------------- | --------------------- | ---------------------------------------- | ----------------- | ----------------- | ----------------- |
| 1.                | Thierry Neuville    | Nicolas Gilsoul   | 7                 | Hyundai i20 WRC       | Hyundai World Rally Team                 | 3 h 07 min 20 s 2 | --                | 272               |
| 2.                | Dani Sordo          | Marc Martí        | 8                 | Hyundai i20 WRC       | Hyundai World Rally Team                 | 3 h 08 min 00 s 9 | +40 s 7           | 18                |
| 3.                | Andreas Mikkelsen   | Ola Fløene        | 9                 | Volkswagen Polo R WRC | Volkswagen Motorsport                    | 3 h 08 min 18 s 2 | +58 s 0           | 15                |
| 4.                | Elfyn Evans         | Daniel Barritt    | 6                 | Ford Fiesta RS WRC    | M-Sport WRT                              | 3 h 08 min 23 s 8 | +1 min 03 s 6     | 153               |
| 5.                | Mikko Hirvonen      | Jarmo Lehtinen    | 5                 | Ford Fiesta RS WRC    | M-Sport WRT                              | 3 h 08 min 30 s 7 | +1 min 10 s 5     | 111               |
| 6.                | Mads Østberg        | Jonas Andersson   | 4                 | Citroën DS3 WRC       | Citroën Total Abu Dhabi World Rally Team | 3 h 08 min 42 s 9 | +1 min 22 s 7     | 8                 |
| 7.                | Martin Prokop       | Jan Tománek       | 21                | Ford Fiesta RS WRC    | Jipocar Czech National Team              | 3 h 12 min 13 s 0 | +4 min 52 s 8     | 6                 |
| 8.                | Dennis Kuipers (en) | Tomi Tuominen     | 11                | Ford Fiesta RS WRC    | M-Sport WRT                              | 3 h 16 min 38 s 3 | +9 min 18 s 1     | 4                 |
| 9.                | Pontus Tidemand     | Ola Floene        | 19                | Ford Fiesta R5        | Pontus Tidemand                          | 3 h 18 min 55 s 6 | +11 min 35 s 4    | 2                 |
| 10.               | Ott Tänak           | Raigo Mölder      | 32                | Ford Fiesta R5        | Drive DMACK                              | 3 h 18 min 55 s 6 | +11 min 35 s 4    | 1                 |

3, 2, 1 : y compris les 3, 2 et 1 points attribués aux trois premiers de la spéciale télévisée (power stage).

### Spéciales chronométrées
| Jour   | Spéciale | Nom                        | Distance | Vainqueur          | Temps         | Vitesse moyenne | Leader             |
| ------ | -------- | -------------------------- | -------- | ------------------ | ------------- | --------------- | ------------------ |
| Jour 1 | ES1      | Sauertal 1                 | 14,14 km | Sébastien Ogier    | 7 min 18 s 9  | 115,9 km/h      | Sébastien Ogier    |
| Jour 1 | ES2      | Waxweiler 1                | 16,40 km | Sébastien Ogier    | 9 min 39 s 9  | 100,7 km/h      | Sébastien Ogier    |
| Jour 1 | ES3      | Moselland 1                | 21,02 km | Jari-Matti Latvala | 12 min 48 s 1 | 98,5 km/h       | Sébastien Ogier    |
| Jour 1 | ES4      | Sauertal 2                 | 14,14 km | Sébastien Ogier    | 7 min 17 s 0  | 101,5 km/h      | Sébastien Ogier    |
| Jour 1 | ES5      | Waxweiler 2                | 16,40 km | Sébastien Ogier    | 8 min 41 s 2  | 101,6 km/h      | Sébastien Ogier    |
| Jour 1 | ES6      | Moselland 2                | 21,02 km | Jari-Matti Latvala | 12 min 45 s 8 | 98,9 km/h       | Jari-Matti Latvala |
| Jour 2 | ES7      | Stein & Wein 1             | 17,53 km | Robert Kubica      | 10 min 21 s 8 | 101,4 km/h      | Jari-Matti Latvala |
| Jour 2 | ES8      | Peterberg 1                | 11,08 km | Annulée            |               |                 | Jari-Matti Latvala |
| Jour 2 | ES9      | Arena Panzerplatte 1       | 3,03 km  | Jari-Matti Latvala | 2 min 01 s 9  | 88,6 km/h       | Jari-Matti Latvala |
| Jour 2 | ES10     | Panzerplatte 1             | 42,51 km | Jari-Matti Latvala | 24 min 40 s 2 | 103,4 km/h      | Jari-Matti Latvala |
| Jour 2 | ES11     | Stein & Wein 2             | 17,53 km | Jari-Matti Latvala | 9 min 59 s 1  | 105,3 km/h      | Jari-Matti Latvala |
| Jour 2 | ES12     | Peterberg 2                | 9,37 km  | Robert Kubica      | 5 min 15 s 8  | 106,7 km/h      | Jari-Matti Latvala |
| Jour 2 | ES13     | Arena Panzerplatte 2       | 3,03 km  | Jari-Matti Latvala | 2 min 04 s 7  | 86,9 km/h       | Jari-Matti Latvala |
| Jour 2 | ES14     | Panzerplatte 2             | 42,51 km | Jari-Matti Latvala | 24 min 47 s 8 | 102,9 km/h      | Jari-Matti Latvala |
| Jour 3 | ES15     | Dhrontal 1                 | 18,03 km | Kris Meeke         | 11 min 46 s 4 | 92,0 km/h       | Kris Meeke         |
| Jour 3 | ES16     | Grafschaft 1               | 19,27 km | Thierry Neuville   | 12 min 00 s 3 | 96,4 km/h       | Thierry Neuville   |
| Jour 3 | ES17     | Dhrontal 2                 | 18,03 km | Mikko Hirvonen     | 11 min 36 s 4 | 93,3 km/h       | Thierry Neuville   |
| Jour 3 | ES18     | Grafschaft 2 (Power Stage) | 19,27 km | Elfyn Evans        | 11 min 45 s 7 | 98,3 km/h       | Thierry Neuville   |

* : Power stage, spéciale télévisée attribuant des points aux trois premiers pilotes

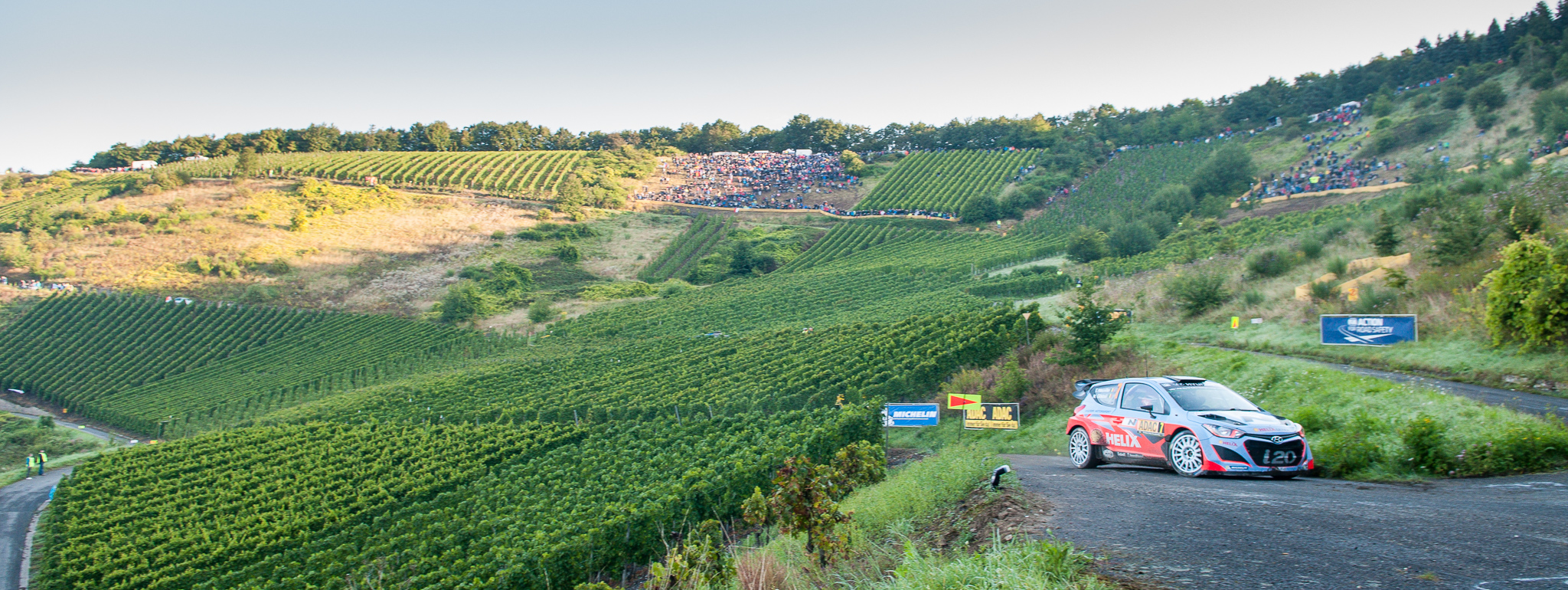
Thierry Neuville durant l'E.S. 15

## Classement au championnat après l'épreuve

### Classement des pilotes
Selon le système de points en vigueur, les 10 premiers équipages remportent des points, 25 points pour le premier, puis 18, 15, 12, 10, 8, 6, 4, 2 et 1.
| Rang | Pilote              | Rallyes | Rallyes | Rallyes | Rallyes | Rallyes | Rallyes | Rallyes | Rallyes | Rallyes | Rallyes | Rallyes | Rallyes | Rallyes | Total points |
| Rang | Pilote              | MON     | SUE     | MEX     | POR     | ARG     | ITA     | POL     | FIN     | GER     | AUS     | FRA     | ESP     | GBR     | Total points |
| ---- | ------------------- | ------- | ------- | ------- | ------- | ------- | ------- | ------- | ------- | ------- | ------- | ------- | ------- | ------- | ------------ |
| 1er  | Sébastien Ogier     | 272     | 8       | 283     | 283     | 213     | 261     | 283     | 213     | Ab      | -       | -       | -       | -       | 187          |
| 2e   | Jari-Matti Latvala  | 133     | 272     | 202     | 2       | 261     | 172     | 111     | 272     | Ab      | -       | -       | -       | -       | 143          |
| 3e   | Andreas Mikkelsen   | 6       | 18      | 0       | 12      | 12      | 153     | 202     | 12      | 15      | -       | -       | -       | -       | 110          |
| 4e   | Mads Østberg        | 12      | 183     | 2       | 161     | Ab      | 18      | Ab      | Ab      | 8       | -       | -       | -       | -       | 74           |
| 5e   | Mikko Hirvonen      | Ab      | 131     | 51      | 18      | 42      | Ab      | 12      | 10      | 111     | -       | -       | -       | -       | 73           |
| 6e   | Thierry Neuville    | Ab      | 0       | 15      | 6       | 10      | 0       | 15      | Ab      | 272     | -       | -       | -       | -       | 73           |
| 7e   | Elfyn Evans         | 8       | Ab      | 12      | 0       | 6       | 10      | 0       | 6       | 153     | -       | -       | -       | -       | 57           |
| 8e   | Kris Meeke          | 161     | 1       | Ab      | Ab      | 15      | 0       | 6       | 161     | Ab      | -       | -       | -       | -       | 54           |
| 9e   | Martin Prokop       | Ab      | Ab      | 10      | 8       | 4       | 8       | 1       | Ab      | 6       | -       | -       | -       | -       | 37           |
| 10e  | Henning Solberg     | -       | 6       | -       | 10      | -       | 6       | 2       | 2       | -       | -       | -       | -       | -       | 26           |
| 11e  | Juho Hänninen       | -       | -       | -       | 4       | -       | Ab      | 8       | 8       | -       | -       | -       | -       | -       | 20           |
| 12e  | Bryan Bouffier      | 18      | -       | -       | -       | -       | -       | 0       | -       | Ab      | -       | -       | -       | -       | 18           |
| 13e  | Dani Sordo          | Ab      | -       | -       | Ab      | Ab      | -       | -       | -       | 18      | -       | -       | -       | -       | 18           |
| 14e  | Robert Kubica       | Ab      | 0       | Ab      | Ab      | 8       | 4       | 0       | 0       | Ab      | -       | -       | -       | -       | 12           |
| 15e  | Ott Tänak           | -       | 10      | 0       | Ab      | 0       | 0       | 0       | 0       | 1       | -       | -       | -       | -       | 11           |
| 16e  | Beníto Guerra       | -       | -       | 8       | -       | -       | -       | -       | -       | -       | -       | -       | -       | -       | 8            |
| 17e  | Hayden Paddon       | -       | -       | -       | -       | -       | 0       | 4       | 4       | -       | -       | -       | -       | -       | 8            |
| 18e  | Chris Atkinson      | -       | -       | 6       | -       | -       | -       | -       | -       | -       | -       | -       | -       | -       | 6            |
| 19e  | Pontus Tidemand     | -       | 4       | -       | 0       | -       | -       | -       | -       | 2       | -       | -       | -       | -       | 6            |
| 20e  | Jaroslav Melicharek | 4       | -       | -       | -       | -       | 0       | -       | -       | 0       | -       | -       | -       | -       | 4            |
| 21e  | Dennis Kuipers (en) | -       | -       | -       | -       | -       | -       | -       | -       | 4       | -       | -       | -       | -       | 4            |
| 22e  | Nasser Al-Attiyah   | -       | -       | -       | 2       | 1       | Ab      | -       | -       | 0       | -       | -       | -       | -       | 3            |
| 23e  | Lorenzo Bertelli    | 0       | 0       | 0       | 0       | 0       | 2       | -       | Ab      | 0       | -       | -       | -       | -       | 2            |
| 24e  | Matteo Gamba        | 2       | -       | -       | -       | -       | -       | -       | -       | -       | -       | -       | -       | -       | 2            |
| 25e  | Craig Breen         | -       | 2       | -       | -       | -       | -       | -       | Ab      | -       | -       | -       | -       | -       | 2            |
| 26e  | Yuriy Protasov      | 1       | 0       | 1       | 0       | Ab      | 0       | -       | 0       | 0       | -       | -       | -       | -       | 2            |
| 27e  | Jari Ketomaa        | -       | 0       | -       | 1       | 0       | -       | 0       | 0       | -       | -       | -       | -       | -       | 1            |
| 28e  | Karl Kruuda         | -       | 0       | -       | 0       | -       | 0       | Ab      | 1       | -       | -       | -       | -       | -       | 1            |
| 29e  | Khalid Al Qassimi   | -       | -       | -       | -       | -       | 1       | -       | -       | -       | -       | -       | -       | -       | 1            |

| Couleur | Résultat                                                         |
| ------- | ---------------------------------------------------------------- |
| Or      | Vainqueur                                                        |
| Argent  | 2e place                                                         |
| Bronze  | 3e place                                                         |
| Vert    | Classé, dans les points                                          |
| Bleu    | Classé, hors des points Non classé (Nc.)                         |
| Mauve   | Abandon (Ab.) Retrait (Re.)                                      |
| Noir    | Disqualifié (Dq.)                                                |
| Blanc   | N'a pas pris le départ (Np.) Forfait (Forf.) Épreuve annulée (A) |
| Aucune  | N'a pas participé (-)                                            |

3, 2, 1 : y compris les 3, 2 et 1 points attribués aux trois premiers de la spéciale télévisée (power stage).

### Classement des constructeurs
| Rang | Équipe                                   | Rallyes | Rallyes | Rallyes | Rallyes | Rallyes | Rallyes | Rallyes | Rallyes | Rallyes | Rallyes | Rallyes | Rallyes | Rallyes | Total points |
| Rang | Équipe                                   | MON     | SUE     | MEX     | POR     | ARG     | ITA     | POL     | FIN     | GER     | AUS     | FRA     | ESP     | GBR     | Total points |
| ---- | ---------------------------------------- | ------- | ------- | ------- | ------- | ------- | ------- | ------- | ------- | ------- | ------- | ------- | ------- | ------- | ------------ |
| 1er  | Volkswagen Motorsport                    | 37      | 35      | 43      | 29      | 43      | 40      | 35      | 43      | 0       | -       | -       | -       | -       | 305          |
| 2e   | Citroën Total Abu Dhabi World Rally Team | 33      | 23      | 4       | 15      | 15      | 19      | 6       | 15      | 8       | -       | -       | -       | -       | 138          |
| 3e   | Hyundai Shell World Rally Team           | 0       | 8       | 23      | 14      | 10      | 2       | 23      | 8       | 43      | -       | -       | -       | -       | 131          |
| 4e   | M-Sport World Rally Team                 | 8       | 14      | 18      | 20      | 8       | 10      | 12      | 16      | 22      | -       | -       | -       | -       | 128          |
| 5e   | Volkswagen Motorsport II                 | 10      | 16      | 2       | 12      | 12      | 12      | 18      | 12      | 15      | -       | -       | -       | -       | 109          |
| 6e   | Jipocar Czech National Team              | 0       | 0       | 10      | 10      | 4       | 8       | 2       | 0       | 6       | -       | -       | -       | -       | 40           |
| 7e   | RK M-Sport World Rally Team              | 0       | 4       | 0       | 0       | 8       | 6       | 1       | 2       | 0       | -       | -       | -       | -       | 21           |
| 8e   | Hyundai MotorSport N                     | -       | -       | -       | 0       | -       | 4       | 4       | 4       | 0       | -       | -       | -       | -       | 12           |